# Gentrya
Gentrya é um género botânico pertencente à família Orobanchaceae.

## Espécie
Gentrya racemosa

## Nome e referências
Gentrya Breedlove & Heckard